# Villa Vailima

Das Haus in Vailima. Oben auf der Veranda ist Stevenson zu sehen. Fotografie um 1893

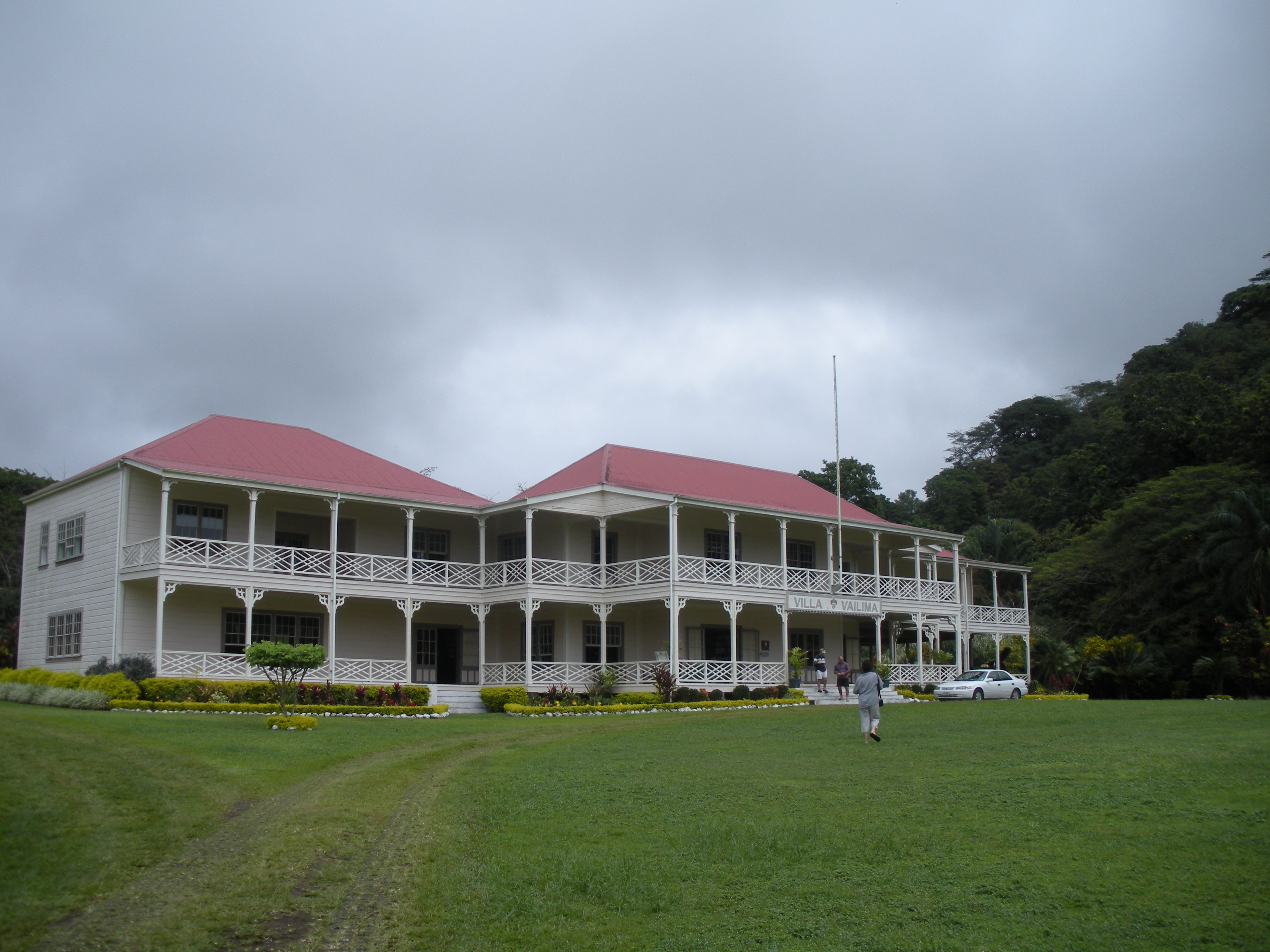
Das heutige Robert Louis Stevenson Museum

Die Villa Vailima ist ein historisches Bauwerk und Museum in der Nähe von Apia, der Hauptstadt Samoas auf der Insel Upolu.
Sie wurde zu Beginn der 1890er-Jahre vom Schriftsteller Robert Louis Stevenson erbaut, der hier seine letzten Lebensjahre verbrachte. Er ist nur wenig vom Gebäude entfernt auf dem Mount Vaea beerdigt.
Vailima wurde von dem 1898 nach Samoa ausgewanderten Kunstmäzen Gustav Kunst erworben, der das Handelsunternehmen Kunst & Albers im  Russischen Kaiserreich mit aufgebaut hatte. Nach den schweren Zerstörungen während der kriegerischen Auseinandersetzungen der drei kolonialen „Schutzmächte“ Samoas (Kaiserreich Deutschland, England, USA) im Jahr 1899, ist es Gustav Kunst zu verdanken, dass Vailima, so weit wie möglich, wieder aufgebaut wurde. Danach war die Vailima unter anderem Residenz des Gouverneurs von Deutsch-Samoa und später Sitz der neuseeländischen Mandatsverwaltung sowie des Staatsoberhaupts Samoas. 1909 wurde Lagi von Ballestrem, Tochter des deutschen Diplomaten Wilhelm Solf, hier geboren.
Zum 100. Todestag von Robert Louis Stevenson, am 5. Dezember 1994, wurde in der Vailima das Robert Louis Stevenson Museum eröffnet.